# Modrý Kameň
Modrý Kameň (in tedesco: Blauenstein, in ungherese: Kékkő) è una città della Slovacchia facente parte del distretto di Veľký Krtíš, nella regione di Banská Bystrica.

## Amministrazione

### Gemellaggi
- Bercel
- Opatów